# Arondismentul Valence
Arondismentul Valence (în franceză Arrondissement de Valence) este un arondisment din departamentul Drôme, regiunea Rhône-Alpes, Franța.

## Subdiviziuni

### Cantoane
- Cantonul Bourg-de-Péage
- Cantonul Bourg-lès-Valence
- Cantonul Chabeuil
- Cantonul Le Grand-Serre
- Cantonul Loriol-sur-Drôme
- Cantonul Portes-lès-Valence
- Cantonul Romans-sur-Isère-1
- Cantonul Romans-sur-Isère-2
- Cantonul Saint-Donat-sur-l'Herbasse
- Cantonul Saint-Jean-en-Royans
- Cantonul Saint-Vallier
- Cantonul Tain-l'Hermitage
- Cantonul Valence-1
- Cantonul Valence-2
- Cantonul Valence-3
- Cantonul Valence-4

De kantons Dieulefit, Marsanne, Montelimar-1 en Montelimar-2 werden in januari 2006 toegevoegd aan het arrondissement Nyons.

### Comune
| 1. Albon (26002)                          | 2. Aleyrac (26003)                      | 3. Alixan (26004)                         | 4. Allan (26005)                         |
| 5. Ambonil (26007)                        | 6. Ancône (26008)                       | 7. Andancette (26009)                     | 8. Anneyron (26010)                      |
| 9. Arthémonay (26014)                     | 10. Barbières (26023)                   | 11. Barcelonne (26024)                    | 12. Bathernay (26028)                    |
| 13. La Baume-Cornillane (26032)           | 14. La Baume-d'Hostun (26034)           | 15. Beaumont-Monteux (26038)              | 16. Beaumont-lès-Valence (26037)         |
| 17. Beauregard-Baret (26039)              | 18. Beausemblant (26041)                | 19. Beauvallon (26042)                    | 20. Bonlieu-sur-Roubion (26052)          |
| 21. Bourg-de-Péage (26057)                | 22. Bourg-lès-Valence (26058)           | 23. Bouvante (26059)                      | 24. Bren (26061)                         |
| 25. La Bâtie-Rolland (26031)              | 26. La Bégude-de-Mazenc (26045)         | 27. Bésayes (26049)                       | 28. Chabeuil (26064)                     |
| 29. Le Chaffal (26066)                    | 30. Le Chalon (26068)                   | 31. Chanos-Curson (26071)                 | 32. Chantemerle-les-Blés (26072)         |
| 33. Charmes-sur-l'Herbasse (26077)        | 34. Charols (26078)                     | 35. Charpey (26079)                       | 36. Chatuzange-le-Goubet (26088)         |
| 37. Chavannes (26092)                     | 38. Châteaudouble (26081)               | 39. Châteauneuf-de-Galaure (26083)        | 40. Châteauneuf-du-Rhône (26085)         |
| 41. Châteauneuf-sur-Isère (26084)         | 42. Châtillon-Saint-Jean (26087)        | 43. Claveyson (26094)                     | 44. Cliousclat (26097)                   |
| 45. Cléon-d'Andran (26095)                | 46. Clérieux (26096)                    | 47. Combovin (26100)                      | 48. Comps (26101)                        |
| 49. Condillac (26102)                     | 50. La Coucourde (26106)                | 51. Crozes-Hermitage (26110)              | 52. Crépol (26107)                       |
| 53. Dieulefit (26114)                     | 54. Espeluche (26121)                   | 55. Eymeux (26129)                        | 56. Eyzahut (26131)                      |
| 57. Fay-le-Clos (26133)                   | 58. Gervans (26380)                     | 59. Geyssans (26140)                      | 60. Le Grand-Serre (26143)               |
| 61. Granges-les-Beaumont (26379)          | 62. Génissieux (26139)                  | 63. Hauterives (26148)                    | 64. Hostun (26149)                       |
| 65. Jaillans (26381)                      | 66. Lapeyrouse-Mornay (26155)           | 67. Larnage (26156)                       | 68. La Laupie (26157)                    |
| 69. Laveyron (26160)                      | 70. Lens-Lestang (26162)                | 71. Livron-sur-Drôme (26165)              | 72. Loriol-sur-Drôme (26166)             |
| 73. Léoncel (26163)                       | 74. Malataverne (26169)                 | 75. Malissard (26170)                     | 76. Manas (26171)                        |
| 77. Manthes (26172)                       | 78. Marches (26173)                     | 79. Margès (26174)                        | 80. Marsanne (26176)                     |
| 81. Marsaz (26177)                        | 82. Mercurol (26179)                    | 83. Miribel (26184)                       | 84. Mirmande (26185)                     |
| 85. Montboucher-sur-Jabron (26191)        | 86. Montchenu (26194)                   | 87. Montjoux (26202)                      | 88. Montmeyran (26206)                   |
| 89. Montmiral (26207)                     | 90. Montrigaud (26210)                  | 91. Montvendre (26212)                    | 92. Montélier (26197)                    |
| 93. Montélimar (26198)                    | 94. Montéléger (26196)                  | 95. Moras-en-Valloire (26213)             | 96. La Motte-Fanjas (26217)              |
| 97. La Motte-de-Galaure (26216)           | 98. Mours-Saint-Eusèbe (26218)          | 99. Mureils (26219)                       | 100. Orcinas (26222)                     |
| 101. Oriol-en-Royans (26223)              | 102. Parnans (26225)                    | 103. Peyrins (26231)                      | 104. Peyrus (26232)                      |
| 105. Ponsas (26247)                       | 106. Pont-de-Barret (26249)             | 107. Pont-de-l'Isère (26250)              | 108. Portes-en-Valdaine (26251)          |
| 109. Portes-lès-Valence (26252)           | 110. Le Poët-Laval (26243)              | 111. Puygiron (26257)                     | 112. Ratières (26259)                    |
| 113. Roche-Saint-Secret-Béconne (26276)   | 114. La Roche-de-Glun (26271)           | 115. Rochebaudin (26268)                  | 116. Rochechinard (26270)                |
| 117. Rochefort-Samson (26273)             | 118. Rochefort-en-Valdaine (26272)      | 119. Romans-sur-Isère (26281)             | 120. Roynac (26287)                      |
| 121. Saint-Avit (26293)                   | 122. Saint-Bardoux (26294)              | 123. Saint-Barthélemy-de-Vals (26295)     | 124. Saint-Bonnet-de-Valclérieux (26297) |
| 125. Saint-Christophe-et-le-Laris (26298) | 126. Saint-Donat-sur-l'Herbasse (26301) | 127. Saint-Gervais-sur-Roubion (26305)    | 128. Saint-Jean-en-Royans (26307)        |
| 129. Saint-Laurent-d'Onay (26310)         | 130. Saint-Laurent-en-Royans (26311)    | 131. Saint-Marcel-lès-Sauzet (26312)      | 132. Saint-Marcel-lès-Valence (26313)    |
| 133. Saint-Martin-d'Août (26314)          | 134. Saint-Martin-le-Colonel (26316)    | 135. Saint-Michel-sur-Savasse (26319)     | 136. Saint-Nazaire-en-Royans (26320)     |
| 137. Saint-Paul-lès-Romans (26323)        | 138. Saint-Rambert-d'Albon (26325)      | 139. Saint-Sorlin-en-Valloire (26330)     | 140. Saint-Thomas-en-Royans (26331)      |
| 141. Saint-Uze (26332)                    | 142. Saint-Vallier (26333)              | 143. Saint-Vincent-la-Commanderie (26382) | 144. Sainte-Eulalie-en-Royans (26302)    |
| 145. Salettes (26334)                     | 146. Saulce-sur-Rhône (26337)           | 147. Sauzet (26338)                       | 148. Savasse (26339)                     |
| 149. Serves-sur-Rhône (26341)             | 150. Souspierre (26343)                 | 151. Tain-l'Hermitage (26347)             | 152. Tersanne (26349)                    |
| 153. Teyssières (26350)                   | 154. La Touche (26352)                  | 155. Les Tourrettes (26353)               | 156. Triors (26355)                      |
| 157. Upie (26358)                         | 158. Valence (26362)                    | 159. Veaunes (26366)                      | 160. Vesc (26373)                        |
| 161. Échevis (26117)                      | 162. Épinouze (26118)                   | 163. Érôme (26119)                        | 164. Étoile-sur-Rhône (26124)            |